# Ferdinand Ebner
Ferdinand Ebner (Wiener Neustadt, 31 gennaio 1882 – Gablitz, 17 ottobre 1931) è stato un filosofo austriaco.
Viene annoverato insieme a Martin Buber e Franz Rosenzweig tra i massimi rappresentanti del pensiero dialogico. La filosofia di Ebner, orientata alla relazione "io"-"tu", anticipa l'esistenzialismo cristiano di Gabriel Marcel. A partire dall'unità dell'io e del tu nella parola Ebner ha sviluppato una filosofia del linguaggio su base religiosa.

## Vita
Ebner frequenta il ginnasio e successivamente, dopo un'interruzione di un anno per motivi di salute, l'istituto magistrale a Wiener Neustadt. Conseguita la maturità, ottiene un posto da insegnante di scuola elementare a Waldegg, località della  Bassa Austria. Fin da questo periodo soffre di depressione. Nel 1912 viene trasferito a Gablitz da dove compie frequenti viaggi a Vienna per frequentarne gli ambienti culturali.
Fin dagli anni di Waldegg Ebner si occupa di questioni filosofiche, legge Sesso e carattere di Otto Weininger e in seguito testi di Arthur Schopenhauer, Søren Kierkegaard e Friedrich Nietzsche. La sua prima opera filosofica, Ethik und Leben: Fragmente einer Metaphysik der individuellen Existenz (Etica e vita: frammenti di una metafisica dell'esistenza individuale), risale agli anni 1913-1914 e venne pubblicata per la prima volta nel 2013. La sua opera maggiore, Das Wort und die geistigen Realitäten: Pneumatologische Fragmente (La parola e le realtà spirituali: frammenti pneumatologici), viene pubblicata in volume nel 1921 per la casa editrice Brenner di Ludwig von Ficker, amico di Ebner, dopo che ne erano già usciti alcuni estratti nella rivista Der Brenner.
Nel 1923 Ebner, promosso a preside della scuola elementare contro la sua volontà, tenta per due volte il suicidio in preda a profonde crisi depressive. Dopo un soggiorno in sanatorio, Ebner sposa la sua collega Maria Mizera. In seguito al continuo peggioramento delle sue condizioni di salute, ottiene nel 1923 il pensionamento anticipato. Muore di tubercolosi nel 1931.
Il lascito di Ebner è conservato presso il Brenner-Archiv di Innsbruck.

## Opere
- Parola e Amore. Dal Diario 1916-1917. Aforismi 1931, a cura di Edda Ducci e Piero Rossano, Rusconi, Milano, 1983.
- La parola è la via, a cura di Edda Ducci e Piero Rossano, Anicia, Roma, 1991.
- La parola e le realtà spirituali: frammenti pneumatologici, a cura di Silvano Zucal, Cinisello Balsamo, Edizioni San Paolo, 1998
- Proviamo a guardare al futuro, a cura di N. Bombaci, Brescia, Morcelliana, 2009.
- La realtà di Cristo, a cura di N. Bompaci, Brescia, Morcelliana, 2017.